# Lype afra
Lype afra är en nattsländeart som beskrevs av Martin E. Mosely 1939. Lype afra ingår i släktet Lype och familjen tunnelnattsländor. Inga underarter finns listade i Catalogue of Life.